# 普加西哲
普加西哲（英語：Prakash Jha；1952年2月27日—）是印度电影制片人、演员、导演和编剧，主要以他的社会政治电影闻名，如《无法避免的战争》。